# یوکی کوسانو
یوکی کوسانو (ژاپنی: 草野 侑己؛ زادهٔ ۲۱ ژوئیهٔ ۱۹۹۶) یک بازیکن فوتبال اهل ژاپن است.
از باشگاه‌هایی که در آن بازی کرده‌است می‌توان به باشگاه فوتبال یوکوهاما و باشگاه فوتبال رینوفا یاماگوچی اشاره کرد.